# Аріана Джоллі
Лора Дженніфер Девід (*29 вересня 1982,Лонг-Айленд), відома як Аріана Джоллі — колишня американська порноакторка та порнорежисерка.

## Життєпис
Має єврейсько-російсько-італійське коріння. Дочка відомого в Лонг-Айленді радіоведучого Джила Девіда.
В порноіндустрію потрапила в 20 років. До цього часу вже знялася в 300 порнофільмах різних студій. Знялася майже в усіх видах сексу. В 2004-2006 була режисеркою порнострічок, в яких також знімалася.
Переможниця багатьох порнонагород, в тому числі AVN Award в 2005 році за "найкращу сцену в оргії" та в 2006 "Найкраща акторка року".

## Нагороди та премії
- 2005 AVN Award Best Group Sex Scene -Orgy World #7[2]
- 2005 XRCO Award - Супершльондра року[3]
- 2006 XRCO Award - Супершльондра року[4]
- 2006 Ninfa Award - Best Shemale Picture- Bang Bang She Male: Arianna Jollee (IFG)[5]